# Harold Leventhal
Harold Leventhal (* 2. Mai 1919 in Ellenville, New York; † 4. Oktober 2005 in New York City) war ein US-amerikanischer Musikproduzent und -manager, der auch an der Produktion einiger Filme beteiligt war.

## Leben
Geboren in Ellenville, wuchs Leventhal an der Lower East Side sowie in der Bronx in New York City auf. In den 1930er Jahren arbeitete er als sogenannter song plugger für den Musiker Irving Berlin. Während des Zweiten Weltkriegs diente er im United States Army Signal Corps und war in Indien stationiert. Nach dem Krieg kehrte er nach New York zurück und begann als Manager der The Weavers tätig zu sein. Leventhal blieb der Folk-Musik zeitlebens verbunden. Er arbeitete mit Pete Seeger und Woody Guthrie zusammen. Nach dem Tod von Guthrie begründete er die Woody Guthrie Foundation and Archives. Andere Künstler, mit denen er arbeitete, waren u. a. Joan Baez, Johnny Cash und  Judy Collins.
Am 12. April 1963 präsentierte er Bob Dylan bei dessen erstem Konzertsaalauftritt in der Town Hall.
1969 war er an der Produktion des Films Alice’s Restaurant beteiligt. 1969 folgte der Film Dieses Land ist mein Land, für den er gemeinsam mit Robert F. Blumofe 1977 für den Oscar in der Kategorie Bester Film nominiert war. In den 1980er Jahren war er noch an der Produktion einiger Dokumentarfilme beteiligt. Auch seine Filme waren mit dem Thema Musik verbunden.
Für das 1989 von ihm produzierte Album A Tribute to Woody Guthrie and Lead Belly erhielt er einen Grammy.
Leventhal wurde von seiner Frau und zwei Töchtern überlebt.

## Filmografie
- 1976: Dieses Land ist mein Land (Bound for Glory)
- 1982: The Weavers: Wasn't That a Time
- 1984: Woody Guthrie: Hard Travelin'